# Bali (Film)
Bali (Alternativtitel Glückliche Insel Bali) ist ein deutscher Fernsehfilm des ungarischen Regisseurs István Szabó aus dem Jahr 1984.

## Inhalt
Ein Filmregisseur, befangen in einer Midlife-Crisis, soll eine Dokumentation über den Künstler Walter Spies und dessen Einfluss auf die balinesische Kunst drehen. Spies hatte Europa 1923 verlassen, lebte seit 1927 als Maler in Bali und war Musiker am Hof eines balinesischen Sultans, wo er sich intensiv mit der Musik des Landes auseinandersetzte. Je länger die Dreharbeiten dauern, umso mehr identifiziert sich der Regisseur mit dem Protagonisten seines Films, und wie Spies, distanziert er sich von allem, was nach westlicher Kultur aussieht, im Bestreben, zu sich selbst zu finden.

## Produktion und Veröffentlichung
Der Film entstand in einer Co-Produktion von ZDF und ORF. Manfred Durniok hatte vor Bali bereits zwei Filme Szabós produziert, Der grüne Vogel (1981), Mephisto (1981), der letzte gemeinsame Film war Oberst Redl (1985).
Szabó hat in dem Film fast ausschließlich mit deutschen Schauspielern und einer deutschen Crew gearbeitet, er selbst spielt eine winzige Nebenrolle als ungarischer Emigrant. Kameramann war, wie in seinen meisten Filmen, Lajos Koltai.
Die Filmmusik besteht aus Kompositionen von Eberhard Schoener, der 1976 in Bali mit einem Gamelanorchester intensiv zusammengearbeitet hatte. Schoener kombiniert in seiner Filmmusik traditionelle balinesische mit elektronischer Musik.
Der Film wurde am 8. Mai 1984 im ZDF und am 30. August 1984 im ORF ausgestrahlt.

## Kritik
Das niederländische Filmportal pro gids lobt die herausragende Fotografie des Films, speziell der balinesischen Rituale, die den Film, trotz seiner dünnen Geschichte, absolut sehenswert mache.